# Distichium bryoxiphioidium
Distichium bryoxiphioidium là một loài rêu trong họ Ditrichaceae. Loài này được C. Gao mô tả khoa học đầu tiên năm 1981.